# 长秋乡
长秋乡，是中华人民共和国四川省成都市蒲江县曾经下辖的一个乡。2019年12月，撤销长秋乡、寿安镇，设立寿安街道。

## 行政区划
长秋乡撤销前下辖以下地区：
高韩村、古佛村、石马村和开源村。